# Římskokatolická farnost Všechovice
Římskokatolická farnost Všechovice je územní společenství římských katolíků s farním kostelem Nejsvětější Trojice v děkanátu Hranice.

## Historie farnosti
První písemná zmínka o obci pochází z roku 1281, kdy se připomíná Dobroslav ze Všechovic. Farní kostel Nejsvětější Trojice je významnou barokní stavbou a památkou obce. S přispěním tehdejšího vlastníka Všechovic Václava Arnošta Želeckého z Počenic byl postaven v letech 1756–1757. O stavební materiál se postarali biskup Maxmilián Hamilton a arcibiskup Antonín Theodor Colloredo-Waldsee.

## Duchovní správci
Duchovními správci ve funkci faráře byli
Kubíček Josef (? - 1913)
Pernica Jan (1913 - 1918)
Kvapil Matyáš (1918 - 1927)
Fukala Theofil (1928 - 1932), konzistorní rada 
Jambor Rudolf (1932 - 1948)
Vincenc Šalša  (1971 - 1995), ThLic., hranický děkan, čestný kanovník, arcibiskupský rada, oběť komunistické zvůle 
Měsíc František SJ (1996 - 1999)
Jelínek Josef (1999 - 2008)
Ing. Kozub Vratislav (2008 - 2024)
Od července 2024 je farářem R. D. Mgr. Vitaliy Molokov.

## Bohoslužby
| Kostel                         | Místo      | Bohoslužba (den)    | Hodina     | Poznámka        |
| ------------------------------ | ---------- | ------------------- | ---------- | --------------- |
| Nejsvětější Trojice            | Všechovice | neděle středa pátek | 8.00 18.30 | farní kostel    |
| Neposkvrněného Početí P. Marie | Malhotice  | čtvrtek             | 18.30      | filiální kostel |

## Aktivity ve farnosti
Ve farnosti se pravidelně̟ koná tříkrálová sbírka. V roce 2017 se vybralo 89 697 korun.

## Reference

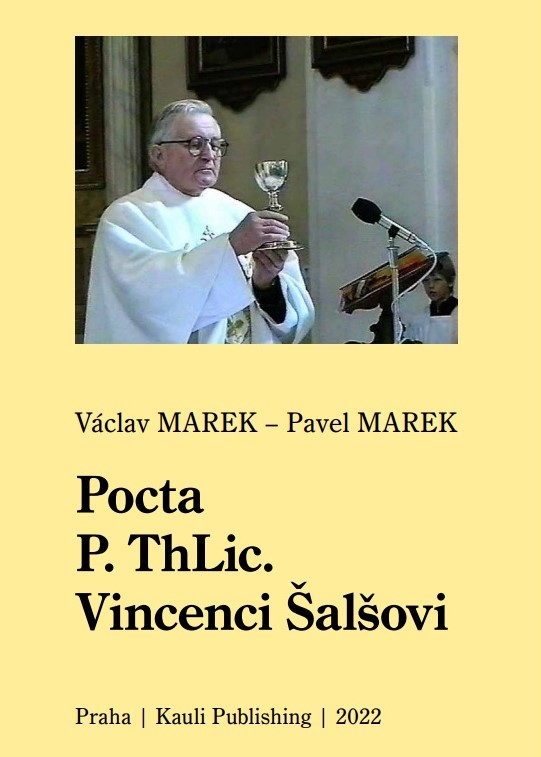
Obal knihy